# Éditions FLBLB
Les Éditions FLBLB (prononcer « Flebeleb ») publient des livres alliant images et textes : bandes dessinées, romans-photos, flip-books, carnets de voyage, albums, dessins d’humour, diffusés et distribués par Harmonia Mundi depuis 2007. Les éditions FLBLB appartiennent à la coopérative Le Feu Rouge.

## Historique
En 1996, Thomas Dupuis (Otto T.), Grégory Jarry, Rémi Lucas et Michaël Phelippeau fondent et animent le fanzine FLBLB, qui devient peu à peu une revue de bande dessinée. Quinze numéros paraissent jusqu'en 2003.
En 2002, Grégory Jarry et Thomas Dupuis créent les Éditions FLBLB pour publier les premiers livres des auteurs de la revue : Jérôme d'Alphagraph de Nylso, Hawaii de Matt Broersma, Lucius Crassius de Grégory Jarry et Otto T., Du gouda et des hommes de Yann Fastier. La diffusion est assurée par le Comptoir des Indépendants jusqu'en 2007.
Grégory Jarry et Thomas Dupuis assurent la direction éditoriale de la structure, le comité de lecture est composé des quatre fondateurs.
Les Éditions FLBLB se font connaître par la série Jérôme d'Alphagraph de Nylso (qui, au bout de quelques épisodes, est scénarisée par Marie Saur), et par la Petite histoire du grand Texas de Grégory Jarry et Otto T.
La série Petite histoire des colonies françaises de Grégory Jarry et Otto T. (cinq tomes parus depuis 2006) est un succès critique et commercial. Le premier tome remporte le Prix Tournesol. Le Festival d'Angoulême 2011 lui consacre une exposition, qui parodie l'Exposition coloniale internationale de 1931, exposition reprise à Poitiers (décembre 2011-mars 2012) et Limoges (septembre-novembre 2012).
Les Éditions FLBLB publient également des romans-photos (Savoir pour qui voter est important de Grégory Jarry, Malheur à qui me dessinera des Moustaches de Gébé - recueil d'histoires parues dans Hara-Kiri) et des flip-books (Étirement et Ravalement d'Otto T., La chose du pot de confiture de Yann Fastier, Songes d'Alejandro Salazar, Vent porteur/En cas d'orage - Colorant 14).
Les Éditions FLBLB ont publié plusieurs ouvrages d'Osamu Tezuka et de l'auteur coréen Oh Yeong-jin.
L'album Yékini, le roi des arènes de Lisa Lugrin et Clément Xavier remporte le prix révélation du festival d'Angoulême 2015.
Le profil de Jean Melville de Robin Cousin obtient le prix révélation au festival Quai des Bulles 2017.
Saison des roses de Chloé Wary gagne le prix du public au festival d'Angoulême 2020.

## Structure
En 2017, la société emploie cinq salariés et publie environ dix ouvrages par an.

## Librairie Le feu rouge
En octobre 2002, les éditions FLBLB créent la librairie-galerie Le Feu Rouge à Poitiers, avec une équipe de bénévoles. Celle-ci est consacrée aux éditeurs indépendants, avec une préférence pour la bande dessinée. Marianne Maffeis est la libraire durant les huit années d'existence. Le Feu rouge a fermé ses portes en février 2011.
Les expositions et événements ont accueilli tour à tour Frederik Peeters, Emmanuel Guibert, Yann Fastier, Pauline Martin, Rémi Lucas, Morvandiau, Nylso, Philippe Squarzoni, Alex Barbier, Tony Papin, José Parrondo, Olivier Josso, Yvan Alagbé, Olivier Bramanti, Guillaume Bouzard, Jean Teulé, etc[source insuffisante].